# コルト・ガバメントに関連する作品の一覧

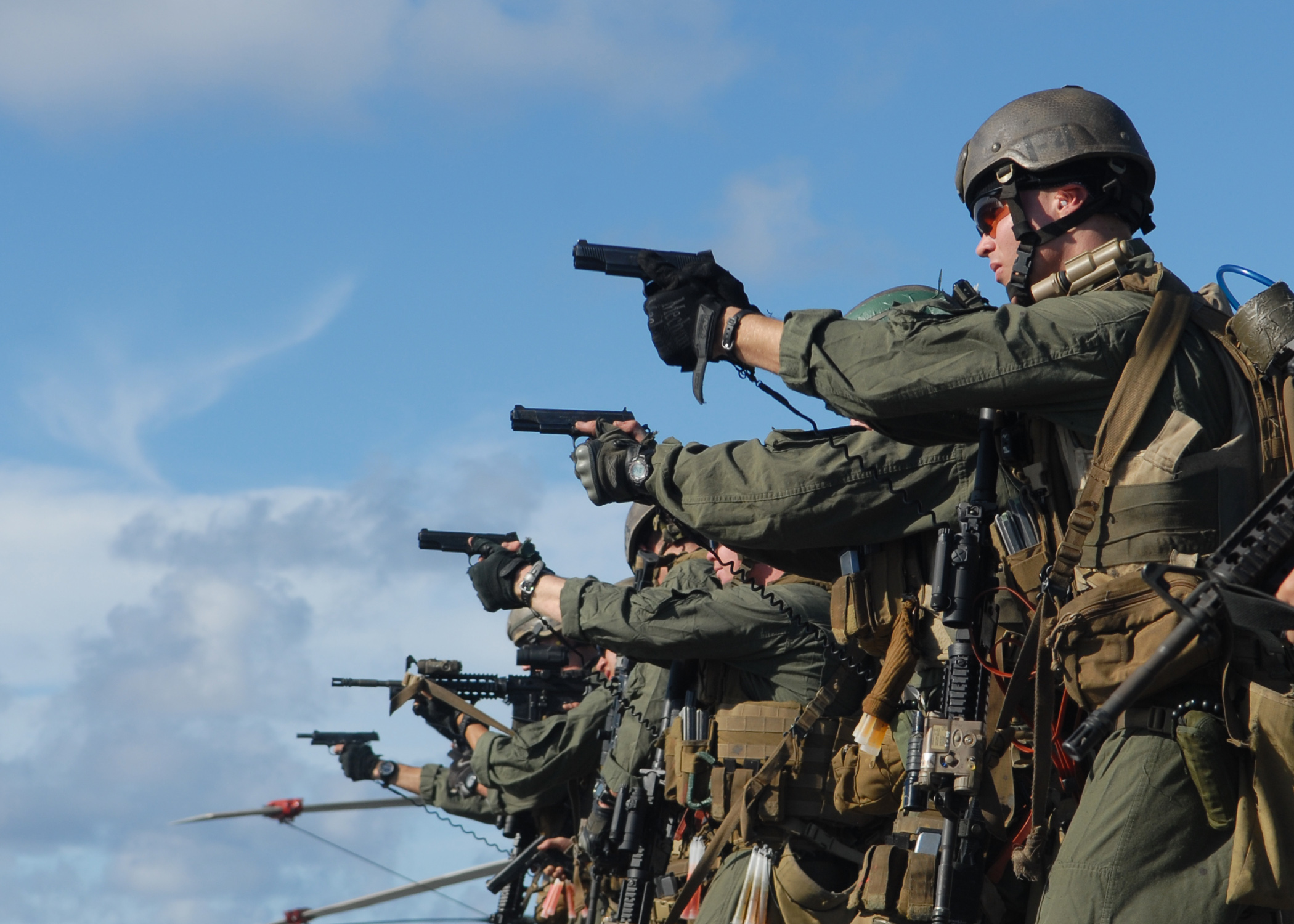
MEUピストルを構えるアメリカ海兵隊員

コルト・ガバメントが登場する作品の一覧（コルト・ガバメントがとうじょうするさくひんのいちらん）は、アメリカ合衆国の大手銃器メーカーであるコルト社が開発した自動拳銃、コルト・ガバメントおよび、そのコピーモデルが登場する作品の一覧である。
長くアメリカ軍の制式拳銃であったため、第二次世界大戦を題材としたものからベトナム戦争を題材としたものまで多くの作品に登場する。また、カスタムパーツが多いため、コルト社のオリジナルだけでも無数のバリエーションがある。このため登場作品数が多く、主題と関わるもの、主人公やそれに次ぐ重要人物が愛用しているもの、頻繁に使用しているもの、物語全般に大きく関わるものなどに限定して紹介する。

## 映画
『DENGEKI 電撃』
主人公のオーリン・ボイド巡査が、M1991A1 コンパクトのスライドとノーマルフレームを組み合わせたジェネラルモデルを愛用。
『GUN CRAZY 裏切りの挽歌』
主人公（菊川怜）が使用。
『RED/レッド』
主人公のフランク・モーゼズが.45ACP弾仕様のパラ・オードナンスを使用するほか、ジョー・マシスンがサプレッサーを装着したMk.IV シリーズ 80を暗殺者を不意打ちする際に使用する。
『REDリターンズ』
主人公のフランク・モーゼズが.45ACP弾仕様のパラ・オードナンスを使用する。
『S.W.A.T.』
2003年の映画。主人公、ジム・ストリート巡査を始めとするSWAT隊員がシュアファイア 310R フラッシュライトを装着したキンバーカスタムTLEⅡを使用。また、映画の舞台となった、ロサンゼルスのロス市警SWATは、実際にキンバーカスタムを、正式採用装備として使用していた。
『アウトレイジ』
大友・水野・安倍が使用・所持する。歯医者にいた村瀬を襲撃するシーンで登場（発砲なし）。水野は復讐しようとした木村を返り討ちにする際、木村の部下を射殺する（木村はその場から逃走）。大友はサウナにいた村瀬や彼の構成員、カジノに来た池元を射殺する際に使用。安倍は敗北を悟った大友から、銃自体を持っていなかった事から護身用として渡されたものの、襲撃して来た小沢の部下達に向けるも抹殺され、使われることはなかった。
『アウトレイジ ビヨンド』
舟木が富田を射殺する際に使用。中田も所持しており、大友と木村を脅しつける際に使用。また、城をはじめとする花菱会のヒットマンが、山王会の舟木と石原を襲撃する際にも使用。終盤で、片岡が自身の策略として弟分の木村の葬儀に現れた大友に対し、そこの参列者である山王会の幹部を襲撃させようとけしかけ渡すも、既にその策略を見抜いていた大友はこの銃で片岡を射殺する。
『アウトレイジ 最終章』
大友が使用。釣りをしながらも花菱会に対して怒りを滲ませる市川を見て、ポイの浮かぶ海面へ乱射してそれ以上の怒りを見せ、自分達二人を嵌め様として合流しようとした韓国人達とのワンボックス車内での銃撃戦では全員、市川と共に撃ち殺している。終盤では弟分である木村を殺したスクラップ工場の工場長及び、工員2名を射殺。大友は最後のケジメで自ら下顎から頭を撃ち抜き、自決する。
『亜人』
永井・佐藤・ゲンがA1を使用。
『あぶない刑事』
タカこと鷹山敏樹が『あぶない刑事リターンズ』よりTYPE-R・TYPE-F・05モデル・さらばバージョンと4タイプのカスタムモデルを使用している。また、それ以前も鷹山やユージこと大下勇次が犯人から押収したものや、ヤクザやアメリカ軍から拝借したものを使用することがある。
『アンタッチャブル』
エリオット・ネスが使用。所々でスペイン製のラーマに入れ替わっている。
『硫黄島からの手紙』
栗林中将がアメリカへ留学中に、アメリカ軍騎兵将校の学友から贈呈されたという設定の象牙グリップ付M1911を装備。劇中では、「コルトの1911年製45口径の拳銃」と表現されている。栗林中将は常に腰にこの銃を携えているが、日本軍兵士からは「死んだアメリカ兵から奪ったものだ」と誤解されている。また、最期までこの銃はアメリカ兵へ発砲される事は無く、栗林中将はこの拳銃で左胸を撃ち抜き自決する。なお、ウエスタンアームズ社は劇中の銃をイメージしたトイガンを販売していた。
『エクスペンダブルズ』
バーニー・ロス（シルベスター・スタローン）がキンバー社製のゴールドコンバットIIを使用。2丁所持しており、劇中では2丁共に使う場面も。終盤の高速タクティカルリロードは見どころのひとつである。2010年にウエスタンアームズより同銃が再現されたガスガンが「エクスペンダブルズ1911」の名で発売された。次回作の『エクスペンダブルズ2』やその続編の『エクスペンダブルズ3 ワールドミッション』でもバーニーの愛銃として登場する。
『エンド・オブ・ホワイトハウス』
主人公、マイク・バニング(ジェラルド・バトラー)がコンバットコマンダーを使用。大統領執務室の机にあったことから大統領の私物だと思われる。
『オール・ユー・ニード・イズ・キル』
主人公、ウィリアム・ケイジがコンペンセイターを取り付けたA1を使用する。
『ガルシアの首』
ベニー（ウォーレン・オーツ）がコマンダーを使用。
『ガンヘッド』（1989年）
Bバンガーのリーダー・バンチョー（ミッキー・カーチス）がバックアップとしてM1911を携帯している。
『キング・コング』
ベン・ヘイズ（エヴァン・パーク）が携行。
『ゲッタウェイ』
ドク・マッコイ（スティーブ・マックイーン）が劇中で愛用。発砲シーンのみスペイン製クローンのスターモデルBになっている。
『コブラ』
マリオン・コブレッティ（シルベスター・スタローン）が劇中でゴールドカップナショナルマッチモデルを9mm弾仕様に換装した物を使用。象牙グリップにはコブラの紋章が入っている。
『コマンドー』
カービー将軍がコンバットコマンダーを、ベネットがスコアマスターを携行しているほか、アリアス私兵の指揮官が主人公、ジョン・メイトリックス大佐に対して使用する。全弾撃ち尽くして遊底が開いたにもかかわらず、直後のシーンでは遊底が閉じ、撃鉄も倒されているシーンが存在する。
『コンドル』
ジョセフ・ターナー（ロバート・レッドフォード）が使用。
『地獄の黙示録』
アメリカ陸軍第1騎兵師団所属のビル・キルゴア中佐が象牙グリップに騎兵マークを彫った特注品を所持しているほか、主人公のウィラード大尉がサンパンを臨検する際に使用する。
『シャドー』
主人公、シャドー（アレック・ボールドウィン）が使用。
『スカイ・クロラ』
映画版で三ツ矢碧（ミツヤ・ミドリ）が所持。デコッキングされる描写がある。
『スコルピオ』
ジャン・ローリエ（アラン・ドロン）が使用。
『スピード』
主人公のジャック・トラヴェン（キアヌ・リーブス）と同僚のハリー・テンプル（ジェフ・ダニエルズ）、そして2人が属するLAPD SWATの隊員がA1を使用。また、ジャックのA1にはシュアファイア 310R、ハリーのA1にはシュアファイア 610R フラッシュライトが装着されている。
『戦国自衛隊』
戦国時代にタイムスリップした自衛隊の装備の1つとして登場。主人公の伊庭三尉（千葉真一）をはじめ、小野三尉（辻萬長）、木村三曹（竜雷太）、島田三曹（三上真一郎）が携行しており、武田軍の兵士たちに対して使用され、伊庭三尉は武田信玄との一騎打ちの際に使用する。そのほか、矢野士長（渡瀬恒彦）が小野三尉を殺害して奪取するほか、入手ルートは不明だが、三村一士（中康次）が自決用に携行している。
『セブン』
デヴィッド・ミルズ刑事（ブラッド・ピット）がスプリングフィールド・アーモリーのカスタムモデルを使用。
可動式の照準器や反動軽減のコンペンセイター、コーンバレル化などのカスタムが施されている。
『ゾンビランド』
遊園地での戦闘でタラハシーがニッケルメッキモデルを同じくニッケルメッキが施されたSIG SAUER P226との二丁持ちで使用する。
『ターミネーターシリーズ』
『ターミネーター』
T-800（アーノルド・シュワルツェネッガー）が、AMTハードボーラーのロングスライドを使用。また、宣伝ポスターではこの銃を構えている。劇中では同銃でサラ・コナーと同姓同名の主婦を射殺する。
『ターミネーター2』
T-800が1994年に転送された直後、服やその他の必要物を調達しようと訪れたバーで、服を調達可能な体格一致者であるバイカーの男から奪ったコルト・コンバットエリート（9mmルガー弾仕様、コルト社のスライドとデトニクス社のフレームを合わせた2トーンカラーのカスタム）を使用。
『沈黙の戦艦』『暴走特急』
主人公のケイシー・ライバックが両作で使用。『沈黙の戦艦』ではテロリストから鹵獲したシリーズ70を使用し、『暴走特急』ではオリジナルのM1911を使用している。
演じるスティーブン・セガールはコルト・ガバメントのコレクターとしても有名で、以下の作品でも彼の演じる主人公はコルト・ガバメントを愛用している。
『沈黙の要塞』
『沈黙の断崖』
『沈黙の聖戦』
『沈黙の逆襲』
『デスノート Light up the NEW world』
竜崎(池松壮亮)がマシンピストル仕様に改造したM1911を使用。冒頭では渋谷にてデスノートを使い大量無差別殺人を行っていた青井さくら(川栄李奈)に麻酔弾を撃ち込んだ。
『デッドフォール』
レイ・タンゴ（シルベスター・スタローン）のバックアップガン。
『デルタ・フォース』
デルタフォースの隊長であるアレクサンダー大佐（リー・マービン）が、駐機しているアメリカン・トラベル・ウェイ（ATW）282便の機内から誘い出したテロリストに対して使用する。
『特攻野郎Aチーム THE MOVIE』
主人公のハンニバルことジョン・スミスアメリカ陸軍大佐が、パラ・オードナンス社製のP14のステンレスモデルを所持。冒頭のメキシコでは麻薬組織のボスであるトゥコ将軍配下の悪徳警官に奪われるも、前もって銃本体から抜き取り隠し持っていた撃針を使って脱出し、銃そのものも取り戻した上でB.A.ことボスコ・バラカス元伍長から愛車を徴用するために発砲する。後半のロサンゼルスでは、CIAのリンチ調査官との戦闘の末に、彼の手で「お前の銃で殺せば、自分がやったという証拠は残らない」との目論見で奪われる。
『ナイトホークス』
ディーク・タシルバ刑事（シルベスター・スタローン）の愛用銃。
『バイオハザード』
主人公、アリス・アバーナシー（ミラ・ジョヴォヴィッチ）とレイン（ミシェル・ロドリゲス）がスプリングフィールド・アーモリーM1911A1のシルバーモデルを使用。ともに9mmモデル。
『バイオハザードV リトリビューション』
アリス救出チームの1人、レオン・S・ケネディがTLR-2 レーザーライトを装着したパラ・オードナンス ナイトタックを使用する。
『バトルロワイアル』
映画版では清水比呂乃に支給されるほか、キタノが本物と実銃そっくりの水鉄砲を所持している。
『パルプ・フィクション』
主人公のヴィンセント・ベガがオートオーディナンス社製のシルバーモデルを相棒のジュールス・ウィンフィールドがスター・モデルBのシルバーモデルを使用。
『ハンター』
バウンティハンターのラルフ・ソーソン（スティーブ・マックイーン）が使用。
『ヒート』
主人公、ヴィンセント・ハナ警部（アル・パチーノ）がM1991A1 シリーズ80 オフィサーズACPを愛用。
『ビッグ・ガン』
トニー・アルゼンタ（アラン・ドロン）が使用。
『ヒットマン：エージェント47』
　主人公、47がニッケル仕上げのA1モデルを二丁拳銃で使用。
『フェイス/オフ』
テロリストのキャスター・トロイが、金メッキが施されグリップパネルに龍の飾りがあるスプリングフィールドV-12を使用。劇中中盤ではキャスター・トロイの顔を付けたFBI捜査官ショーン・アーチャーも使用する。
『フューリー』
アメリカ軍戦車兵のサイドアームとしてA1が登場する。
『プライベート・ライアン』
アメリカ陸軍兵士のサイドアームとして登場。終盤、主人公のミラー大尉がドイツ軍のタイガー戦車へ向けて発砲する。
『ブラックホーク・ダウン』
撃墜されたMH-60L ブラックホーク「スーパー64」乗員の救助に向かったデルタフォースのランディ・シュガート一等軍曹とゲイリー・ゴードン曹長が、襲撃してくるソマリア民兵たちに対して、メインウェポンの残弾が無くなったためA1を使用する。
『プラトーン』
第25歩兵師団に所属するエリアス軍曹がトンネルラットを行う際に使用するほか、バーンズ軍曹が民間人の少女のこめかみに突きつける。
『プルーフ・オブ・ライフ』
主人公、テリー・ソーン（ラッセル・クロウ）がコルト・オフィサーズを使用。
『フルメタル・ジャケット』
クライマックスにて、主人公のジョーカーが負傷して動けなくなったベトコンの女狙撃兵に対して使用。
『フロム・ダスク・ティル・ドーン』
主人公ゲッコー兄弟の弟、リチャード・“リッチー”・ゲッコーがノリンコ製コピーのM1911A1を使用。
『プレデターズ』
主人公のロイスとクッチーロ、モンバサの3人がサイドアームとして所持。モンバサのものはノーマルモデルだが、ロイスのものはグリップにUCP迷彩のカモテープを巻いたキンバーウォリアー、クッチーロのモデルはニッケルメッキ仕上げに彫刻の入った9mmコルトコマンダーである。劇中ではプレデター猟犬との戦いでメインアームの弾が切れたクッチーロのみが発砲する。また、劇中でロイス達が発見したアメリカ陸軍特殊部隊隊員の死体も、スライドがホールドオープンされた状態の本銃を所持している。
『ポリス・ストーリー3』
パンサーの護衛がA1を所持しており、主人公のチェン・カクー刑事に対して突き付けるが、逆に奪われ、突き付けられる。
『マラソンマン』
ベーブ（ダスティン・ホフマン）がコマンダーを使用。
『ムカデ人間2』
主人公のマーティンがムカデ人間を作るための標的を略取する際に使用する。
『野性の証明』
ラストシーンにて、主人公の味沢（高倉健）が使用。
『山猫は眠らないシリーズ』
『山猫は眠らない3 決別の照準』
ベトナム戦争時の回想シーン内で、ポール・フィネガンが敵兵に追われていた主人公、トーマス・ベケットを救うべく使用。トンネルからトーマスの背後に迫っていた敵兵を銃撃して仕留める。また、前半ではトーマスの協力者のクアンがセレーションが斜めになっている本銃を2丁装備し、フィネガンの手下との銃撃戦で使用するが、後半ではトーマスがその中の1丁を拝借する。
『山猫は眠らない4 復活の銃弾』
主人公、ブランドン・ベケットにリチャード・ミラーが渡したブランドンの父、トーマスの銃がLAR グリズリー。ブランドンはこれを後半の戦闘で使用したほか、終盤ではとある陰謀の黒幕から自白を得るべく使用。
『誘拐犯』
主人公2人が劇中にて使用。終盤の銃撃戦では大勢の敵を相手に撃ちまくるため、頻繁に弾切れによるスライドストップを起こしてはマグチェンジする。
『ラストマン・スタンディング』
ジョン・スミスが2丁使用。劇中では明らかに装弾数以上の発砲描写がある。
『ランボー/最後の戦場』
主人公のジョン・ランボーが腰に携帯しており、前半のミャンマーへ川から密入国を図る最中、遭遇した河川海賊の一味を早撃ちで射殺するのに使用する。ベースはA1だがマグウェルやマグバンパーが装着されている。本銃は本作を含めたシリーズ4作品の中においてランボーが使用した唯一の拳銃である（映画版での設定であり、『第1作』の原作小説『一人だけの軍隊』では拳銃を使用している）。2010年にウエスタンアームズより同銃が再現されたガスガンが「ランボー1911」の名で発売された。
『リターナー』
主人公のミヤモトが9mmカスタムを使用。劇中ではソニックムーバーと呼ばれる道具を使用し、周囲より20倍近い速さで動けたため、交戦前に宙に放ったマガジンを戦闘中に回収し、装填して弾を途切らせることなく敵を制圧する場面がある。
『レッド・オクトーバーを追え!』
主人公のジャック・ライアン中佐とロサンゼルス級原子力潜水艦「ダラス」のマンキューゾ艦長とジョーンズ伍長が、架空のタイフーン型原子力潜水艦「レッド・オクトーバー」艦内にて、潜入していたKGB工作員に対して使用。
『ワンス・アンド・フォーエバー』
アメリカ兵のサイドアームとして登場。歴戦のベテラン下士官であるプラムリー上級曹長は、ベトナム戦争当時に採用されたばかりのM16が信頼できないという理由で、この銃をどの局面においても使用している。

## テレビドラマ
『BOSS』
片桐琢磨（玉山鉄二）が使用。
『あいつがトラブル』
沖田刑事（萩原健一）が使用。
『アメリカン・ヒーロー』
主人公ラルフ・ヒンクリーの相棒、FBIのビル・マックスウェル（ロバート・カルプ）が使用。オープニング映像では毎回連射している。劇中では悪人たちも使用しているが、ヒンクリーのヒーロースーツの前に弾き返されて無力。
『愛しの刑事』
羽山刑事（舘ひろし）が使用。
『怪盗山猫』
山猫が第一話で本銃を模した水鉄砲を所持しているが、終盤、細田に対し銃を突きつけてる時はハンマーを実際に下げていることから実銃と思われる。ただこの時山猫は射殺せず、実際は「カメレオン」こと勝村によってこの銃で射殺されている。勝村も所持しており第八話では山猫の脇腹に撃ち込み重症を負わせている。第九話ではストレイキャットで宝生が護身用のリボルバー(機種不明)を取りだそうとした際に威嚇射撃でそれを防いだ。その後は終盤で赤松安里を射殺する。第十話でも山猫に突きつけるが、勝村が不愉快な音で怯んだ隙に山猫に奪われ、反撃され重症を負う。
『仮面ライダークウガ』
長野県警警備課の一条 薫刑事が第1話から第6話までの未確認生命体との戦いに使用、第7話からはコルト・パイソン6インチを使用する。
『機動刑事ジバン』
片桐洋子刑事（榎田路子）がステンレスバージョンを使用。
『刑事貴族』
牧俊介刑事（舘ひろし）が、シリーズ70のパックマイヤーグリップ（メダリオン無）のガバメントを使用し、泉裕史刑事（布施博）も牧刑事の後を受けて使用。
『刑事貴族2』
本城慎太郎刑事（水谷豊）が2丁のデトニクスを使用。上記「牧ガバ」も村木（宍戸開）が使用。後期より亮（寺脇康文）が下記『ゴリラ・警視庁捜査第8班』にて風間（神田正輝）が使用したシルバーモデルを使用する。
『刑事ナッシュ・ブリッジス』
ナッシュ・ブリッジスが.38スーパーのコンペンセイター付のカスタムモデルを使用。
『ゴリラ・警視庁捜査第8班』
倉本省（渡哲也）が使用。番組当初、風間有吾刑事（神田正輝）がシルバーモデルを使用。
『コンバット!』
サンダース軍曹とヘンリー少尉がサイドアームとして使用。
『ザ・刑事』
田中刑事（片岡鶴太郎）が、シリーズ70のパックマイヤーグリップ（『刑事貴族』の牧刑事と同仕様）を使用する。
『ハロー!グッバイ』
安藤泰彦（三田村邦彦）が使用。
『ザ・パシフィック』
主人公をはじめとする第1海兵師団の隊員が使用。
『大都会 PARTIII』
虎田功刑事が使用。犯人サイドの武器としても登場。
『代表取締役刑事』
兵頭真刑事（舘ひろし）が使用。
『超音速攻撃ヘリ エアーウルフ』
ストリングフェロー・ホークがデトニクス・コンバットマスターを携行。
『特捜最前線2013~7頭の警察犬』
椚谷評介(上川隆也)巡査部長がデトニクスコンバットマスターを鷹柳岳志(平山祐介)巡査部長がM1911A1を使用。
『東京DOGS』
高倉奏（小栗旬）キンバー社製のモデルを使用。2010年に撮影で実際に使用されたタニオコバGM7にてTypeTDとして発売された。2011年にウエスタンアームズより同銃が再現されたガスガンが発売された。
『都庁爆破!』
主人公の本郷裕二(長谷川博己)がテロリストから奪って使用。
『はだかの刑事』
本山警部補（世良公則）が使用。
『ベイシティ刑事』
星野刑事（世良公則）がナショナルマッチのカスタムを使用。通称「マギー」。
『マイアミ・バイス』
ジェームズ・ソニー・クロケットがデトニクス製をバックアップとして使用。
『輪舞曲』
西島ショウ/金山琢己（竹野内豊）が使用。

## アニメ・漫画
『Angel Beats!』
第2話・第5話・第8話で「死んだ世界戦線（SSS）」のメンバー、TKがバリエーションの1つであるLAR グリズリーを使用。
『DEATHTOPIA』
主人公、藤村洸が警視庁特殊犯捜査6係の係長、九重からコルト M1991A1を譲られる。
『DOLLS』
特刑（=特別死刑執行刑務官部隊）の公式銃。
『Fate/Zero』
ナタリア・カミンスキーが使用。
『GUNSLINGER GIRL』
アニメ第2期でデトニクス・コンバットマスターを名無しのジョンが使用。
『PUI PUI モルカー』
銀行強盗が使用。
『ROBOTICS;NOTES』
澤田敏行が使用。
『SAKAMOTO DAYS』
シンが使用。坂本との対決の時にも使用。その後、坂本に本銃に盗聴機を仕掛けられる。形状からデトニクス・スコアマスターだと思われる。
『STEINS;GATE』
桐生萌郁が使用。
『WILD ADAPTER』
久保田誠人が使用。
『亜人』
亜人の佐藤と田中功次が使用。
『アップルシード』
デュナンの愛銃であり、父の形見。後にロングバレル化などのカスタマイズが施される。
『アリスの13時間』
佐伯かよのの漫画。孤島へ不時着した旅客機の軍人が所有していたが、状況に絶望を感じて残された生存者へ対する凶器となる。
『暗殺教室』
エアガンが登場。各生徒への支給品でもある。登場頻度が非常に多い。
『エル・カザド』
主人公、ナディが使用。
『エンジェル・ハート』
香瑩（シャンイン）が、木製グリップを付けたクラークボウリングピンモデルを使用。彼女以外でも使用者は多く、原作をはじめ登場・使用頻度が非常に多い。
『機動警察パトレイバー』
香貫花クランシーの愛銃だが、方舟突入時だけは使用していない。
『クレヨンしんちゃん 電撃!ブタのヒヅメ大作戦』
秘密結社「ブタのヒヅメ」の幹部であるバレルの愛銃として登場。二丁拳銃で使用する。
『攻殻機動隊 ARISE』
バトーが使用。
『三億円事件奇譚 モンタージュ』
関口が使用。
『ジ・エッジ』
主人公、御子神鋭士が、コルト・デルタエリート（10mm）を使用。
『呪術廻戦』
伏黒甚爾が呪具として使用。天内理子の暗殺時にも使用している。
『週刊ストーリーランド』
「ほんとうのゴミ箱」に登場。強盗が使用する。
「終わらない水」に登場。酒井孝が使用する。
「逆転」に登場。殺し屋が使用する。
『ソ・ラ・ノ・ヲ・ト』
正統ローマ帝国軍のアーイシャが所持。後にヘルベチア共和国軍のフィリシアが使用。
『チェイサー朱理』
黒長堅太がLAR グリズリーを使用。
『デザート・ローズ』
ヘルガ・ミッターマイヤーがデトニクス・コンバットマスター、デライラ・カンクネンがナストフ・.38スーパーを使用。また、「キラー・ビー」ことマクラーレン警部がシーキャンプシステムに換装したナショナルマッチを使用する。
『電光オズマ』
ススムが不時着時に使用。ノバ帝国の空中戦車隊長メンターへ発砲したが、相手がサイボーグだったので頭部を貫通しても効果がなかった。
『ドラゴンボールZ』
ミスターサタンが、ゴテンクスとピッコロを吸収した魔人ブウ相手に45口径を使用。
『トリアージX』
三神嵐がスプリングフィールド V-10 ウルトラコンパクトとAMTハードボーラーのロングスライドを使用。
『はいすくーる仁義』
主人公の安芸情二が「オリビア」と名付けたステンレスモデルを愛用している。
『パイロットハンター』
戦場まんがシリーズの一編。陸軍のパイロットである敷井大尉が、米軍パイロットの持つM1911A1と南部14年式拳銃で決闘する。
『バランサー』
Pことライリー・カーツ大尉が打撃力重視のためにデトニクスを使用。
『パイナップルARMY』
主人公であるジェド 豪士がM1911A1を愛用している（仕事内容に応じてCz75など他の銃器を使用することもある）
『ひだまりスケッチ』
第1期10話で沙英が、やまぶき祭のクラス劇に使用したM1911のモデルガンをゆのに突きつけるシーンがある。
『フェダーイン:戦士』
主人公の傭兵「マッド・クッキィ」朽木三郎がコンバットコマンダーを友人の形見として譲り受ける。
『ブラック・ラグーン』
原作の「Bloodsport Fairy tale」では、張（チャン）が部下の周（チョウ）から借りたAMTハードボーラーで双子と撃ち合う。
ロベルタがブラジル、インベル社製のガバメント・クローンのM911を使用。KSCとのコラボレーションにより、ブローバックガスガン化された。
『放課後アサルト×ガールズ』
イズナ軍のサイドアーム。サキやハルカなどが威嚇用に突き付けたりもしたが、発砲は栄フジミや佐古山など、主要人物以外が用いたのみ。
『マジンガーZ』
床下に潜んでいた暗黒寺 闇太郎が所持。襲いかかる鉄仮面兵士を射殺する。
『マッド★ブル34』
スリーピーがBOB・CHOW1を使用。
『MEZZO -メゾ-』
鈴木海空来が使用。
『真夜中の戦士』
馬頭の戦士が所持している武器。敵側も同様だが、主人公のジュンに発砲した際には全てかわされている。
『めだかボックス』
宗像形が所持。
『ヨルムンガンド』
ヨナ、チェキータ、ミルド、ルーがXSEを使用する。
カレンはSIG GSRを二挺拳銃で使用している。
スピンのボディガードがA1をヘックスに向ける。
ドミニクが車内からS&W M945 コンパクトを、ウゴが運転するフォルクスワーゲン・トゥアレグに向けて使用する。
『龍の歯医者』
小澤大尉が使用。
『リコリス・リコイル』
主人公の錦木千束がコンバットマスターモデルを､千束の父親的存在であるミカがキンバーウォリアーを使用。千束のはマズルに特殊なスタンドオブデバイスを付けている他、デトニクスの実銃にはないグリップセーフティが設けられている。
『ルパン三世』
銭形警部の愛銃で、ICPOからの支給品。ファーストシリーズにおいてルパン相手に麻酔弾を使用している。そのほかにもゲストキャラクターが多数使用。
『ワイルダネス』
堀田俊夫がコルト・コンバットコマンダー、芹間喬がスプリングフィールド V-10 ウルトラコンパクトを使用。
『ひぐらしのなく頃に解』
鷹野三四や山狗隊員などが使用

## 小説
『EME』
乾紅太郎が先輩である黒部から譲られたEME カスタムモデルを使用
『悪徳の都』
アール・スワガーをはじめとする摘発部隊がカスタムモデルを使用。リボルバーにこだわる警官達にガバメントの優位性を説くシーンがある。
『飢えて狼』
「わたし」が択捉島に潜入する際、「熊除け」用にコルト Mk.4を依頼主から供与される。
『ゴルゴタ』
深見真の小説。元刑事の銃器密売犯の所持する拳銃として、ノーリンコ社製M1911A1レプリカが登場。しかし発砲はされていない。また、この他にもSIG SAUER社製モデルのGSRが登場し、元自衛隊特殊作戦群の主人公・真田による凶悪犯罪を受けた警視庁SITが警視庁術科センターから持ち出して急遽装備。真田の拠点への突入時に使用する。
『スキル『市場』で異世界から繋がったのは地球のブラックマーケットでした』
主人公であるタケフ・ヨシアキがブラックマーケットのオーナー・サイモンから購入したスター・モデルMを使用。後に少女ドワーフ・ミルリルの手に渡り、彼女の愛銃となる。
『ストライクウィッチーズ　アフリカの魔女 ケイズ・リポート』
3巻に登場。ダカールにおける戦艦リシュリュー防衛戦に際し、ジョーゼット・ルマール軍曹が老整備士から借用。中型ネウロイとの戦闘に際し、「ハンドキャノン」と通称される本銃の威力と魔法力付与により3マガジンを消費してネウロイを撃破した。
『千里眼』
蒲田刑事の使用銃。
『緋弾のアリア(AA)』
神崎・H・アリアがステンレスとスチールのガバメントを2丁使用。
『ヤングガン・カルナバル』
主人公である木暮塵八がS&W SW1911を使用。ほかにも、コピーモデルが多数登場する。

## ゲーム
『2SPICY』
テツヤ（鉄也）が使用している。装弾数10発。
『BulletForce』
M1911という名称で登場。
『DISASTER DAY OF CRISIS』
レイモンド・ブライスが使用。
『HEARTWORK』
主人公の学生がふとしたきっかけで手にし、さまざまな事件に使用される。
『Left 4 Dead』
フラッシュライトが取り付けてある。
『MATRIX』
バンパイヤとの戦闘でA1が登場。
『Phantom -PHANTOM OF INFERNO-』
リズィ・ガーランドの愛銃。コルト・ガバメントの射撃用のカスタムガンである、AMTハードボーラーを使用。
『PLAYERUNKNOWN'S BATTLEGROUNDS』
M1911が「P1911」という名称で登場。拡張マガジンやサプレッサーを装着可能。
『surviv.io』
.45ACP弾を使うイベント限定武器として登場。
『THE 最後の日本兵 〜美しき国土奪還作戦〜』
「N1911」という名称で登場。
『荒野行動』
「P9」という名称で登場。
『スナイパーエリートV2』
主人公、カール・フェアバーンのサイドアームとしてA1が登場。
『タイムクライシス』
主人公、リチャードがフラッシュライトが装着された本銃と思われる物を使用。装弾数6発。
『ツキヨニサラバ』
主人公、クロウが二丁拳銃で使用。
『デビルメイクライシリーズ』
主人公、ダンテの使用に耐えうるまで耐久度と連射性と精度を引き上げたカスタムモデル「エボニー&アイボリー」として使用。
『トータル・タンク・シミュレーター』
米国の全兵士が装備している。
『ドールズフロントライン』
萌え擬人化されたものが星2HG戦術人形「M1911」として登場。派生型のLAR グリズリーも同じく萌え擬人化されたものが星5戦術人形として登場する。
『咎狗の血』
源泉が軍で支給されたものとして携帯している。
『人魚の烙印』
館林圭輔が使用。
『バイオハザードシリーズ』
『バイオハザード0』
ビリー・コーエンが使用。スライドがベレッタ92Fのようなカスタムが施されている。
『バイオハザード7 レジデント イービル』
「ハンドガンM19」という名称で登場。パラ・オードナンスのLDA風のトリガーになっている。
『バイオハザード RE:2』
「M19」という名称で登場。モデリングは7と同じ物。
『バイオハザード ヴィレッジ』 ストーリー中盤でイーサンが謎解きで入っていたハンドガンモデリングは一新されている作中で「M1911」という名称
最初からトリガーがカスタムされている。

『バトルフィールドシリーズ』
『BF1942』
米軍、米海兵隊、イギリス軍、ソ連軍、カナダ軍のピストルとして登場。
『BF1943』
米海兵隊のピストルとして登場。
『BFV』
米軍、米海兵隊、グリーンベレー、南ベトナム軍のピストルとして登場。
『BF3』
初期型MEUピストルが隠し武器として登場。現在はサプレッサーとフラッシュライトが装着されたM1911 S-TACのみが入手可能である。
『BF4』
ヴィッカーズ1911がアンロックすることで使用可能。MoH:WFに登場するモデリングの流用。
『BF1』
全兵科共通のハンドガンとして登場。
『BF5』
全兵科共通のハンドガンとして登場。
『コールオブデューティシリーズ』

『COD4MW』
キャンペーンとマルチプレイヤーに登場。キャンペーン終盤では、操作キャラのソープが黒幕のザカエフを殺害するために上官のプライス大尉から渡される。
『CODMW2』
キャンペーンとマルチプレイヤーに登場。キャンペーン中盤でメインキャラのソープが前作で死亡したと思われていたプライス大尉に前作でザカエフにとどめを刺したM1911を返却するシーンがある。
『CODMW3』
キャンペーンのみに登場。ソープの死亡後にプライスによって捧げられる。
『CODMW』
キンバーカスタム仕様。キャンペーンとマルチプレイヤーに登場。キャンペーンでは敵味方問わず使用されている。
『CODMWⅡ』
シーズン5にて9mmDaemonの名称で、9mm仕様のSTI 2011が登場する。

『パラサイト・イヴ』
主人公、アヤ・ブレアがA1とその派生型を使用。
『緋弾のアリア(AA)』
ヒロインの神崎・H・アリアがカスタムモデルを使用し、AAの主人公、間宮あかりがアリアに憧れ、同じモデルを使用。
『ヒットマン』
主人公、47がAMTハードボーラーのロングスライドに47のトレードマークが刻まれたものを愛用。サプレッサーが装備されているバージョンや二丁拳銃などがある。
『メダル・オブ・オナー』
アメリカ軍の主人公がA1を使用。
『メタルギアシリーズ』
『MGS3』
主人公、ネイキッド・スネークがEVAから渡されたシルバーのスネークマッチカスタムモデルを使用（スネークイーター作戦直後とオンラインでは性能や構造面では普通のA1。色はブラック）。
『MGS4』
ソリッド・スネークが使用するオペレーターとPMC（民間軍事会社）が使用する拳銃としてGSRが登場。
ある一定の条件を達成すると『MGS3』でネイキッド・スネークが使用していたカスタムモデルが使用可能になる。
『MPO』
スネークをはじめ、プレイヤーキャラクターと敵兵の両方が使用。『MGS3』とは異なり、普通のA1である。
『MGSPW』
A1とM1911（CT）が登場。開発を進めればサプレッサーが装着できる。M1911（CT）は『MGS3』のスネークマッチをビッグボスの記憶を頼りに再現したという設定のため細部が異なる。
『リトルバスターズ!エクスタシー』
ヒロインの朱鷺戸沙耶が実銃を携帯。
『レッドスティール』
ヤクザが使用する拳銃として、シルバーモデルが「COLT45」の名称で登場。主人公、スコットも拾って使用可能であるが、装弾数は20発で実銃よりも多い。